# Sarujah

Saroujah, en verde turquesa al norte del Casco Antiguo de Damasco.

Sarujah o Saroujah (en árabe, ساروجة) es una de las quince municipalidades en las que se divide la ciudad de Damasco, capital de Siria. Fue el primer barrio construido a las afueras de la muralla de la ciudad, en el siglo XIII. Según la división administrativa moderna del ayuntamiento de Damasco, Sarujah es una municipalidad, que se divide entre varios vecindarios, entre los que se encuentra el barrio homólogo, original e histórico de Sarujah.

## Etimología
Según algunos investigadores proviene de la palabra turca Sarıca, que significa amarillo. Otros indican que proviene del Mercado de Sarujah, fundado en el siglo XIV durande el reinado del príncipe mameluco Saif al-Din Tinkz (Saif al-Din Abu Sa'id al-Ashrafi). 